# Coll de Mas Marí
El Coll de Mas Marí és un coll de muntanya del terme municipal de Pontils, de la comarca de la Conca de Barberà, a prop de Vallespinosa.
Es troba a 695,9 metres d'altitud, al nord-est de Vallespinosa, a la part central del terme municipal. És a la Plana de Mas Marí, en el punt on es dona el vessant d'aigües entre la Rasa de la Coma, que marxa cap al nord-est per anar-se a ajuntar al Gaià, i la Rasa de les Sorts, que davalla cap al sud-oest per tal d'abocar-se en el Clot de Comadevaques, afluent també del Gaià, però molt més endavant.